# Такой же предатель, как и мы
«Тако́й же преда́тель, как и мы» (англ. Our Kind of Traitor, букв. «Наш сорт преда́теля») — британский шпионский триллер, снятый Сюзанной Уайт по сценарию Хуссейна Амини. Фильм является экранизацией одноимённого романа Джона Ле Карре. Главные роли исполнили Юэн Макгрегор, Наоми Харрис, Стеллан Скарсгард, Дэмиэн Льюис и Алисия фон Риттберг. Фильм вышел в мировой прокат 1 мая 2016 года и 12 мая 2016 года в России.

## Сюжет
Молодая английская пара (профессор и его жена), отдыхая в Марракеше, заводит знакомство с русским олигархом, отмывающим деньги для преступных группировок, чьи лидеры вот-вот спишут его со счетов. Чтобы спасти себя и семью, он предлагает разведке Великобритании море ценных сведений в обмен на защиту и покровительство. Его последняя отчаянная надежда — на «английских джентльменов», которые всегда «играют честно»…

## В ролях
- Юэн Макгрегор — Перри Маккендрик
- Стеллан Скарсгард — Дима
- Дэмиэн Льюис — Гектор
- Наоми Харрис — Гейл Маккендрик
- Халид Абдалла — Люк
- Велибор Топич — Эмилио Дель Оро
- Алисия фон Риттберг — Наташа
- Марк Гэтисс — Билли Мэтлок
- Марк Стэнли — Олли
- Джереми Нортэм — Обри Лонгригг
- Григорий Добрыгин — Князь
- Марек Оравек — Андрей
- Катя Елизарова — Катя
- Павел Шайда — убийца с голубыми глазами
- Алек Утгофф — Ники

## Производство
Съёмочный период начался 26 марта 2014 года и продолжался в течение десяти недель, места съёмок включали Лондон и его пригороды, Финляндию, Берн, Париж, Французские Альпы и Марракеш.

## Выпуск
В ноябре 2015 года, Lionsgate приобрела дистрибуционные права на фильм в США.